# Ковачевич, Гавриил
Гавриил Ковачевич — сербский писатель, был книготорговцем в Земуне; пересказывал легенды, воспевал национальные события — Косовскую битву, сербское восстание при Карагеоргии. Таковы его: «Песнь о возмущении в Сербии приключившемся» (1804; 4-е изд. 1844); «Стихи о поведении и намерении сербского великого князя Лазаря против турского ополчения и т. д.» (1805; 7-е изд. 1856); «Венец целомудрия» (1828; 2-е изд. 1854) и др.